# 佩贝朗广场
佩贝朗广场（Place Pey-Berland）是一个城市广场，位于法国阿基坦大区吉伦特省波尔多。它位于阿尔萨斯-洛林林荫道（Cours d'Alsace-Lorraine）一端，广场上有罗昂宫、圣安德肋主教座堂和佩贝朗塔等地标建筑。